# Ордер на арешт Володимира Путіна та Марії Львової-Бєлової
Ордер на арешт Володимира Путіна та Марії Львової-Бєлової за депортацію українських дітей — ордери на арешт двох громадян Російської Федерації: чинного президента Володимира Путіна та російської уповноваженої при Президентові Російської Федерації з прав дитини Марії Львової-Бєлової, за незаконному депортацію та примусове переміщення українських дітей, видані 17 березня 2023 року Міжнародним кримінальним судом (МКС) у Гаазі.
Вони підозрюються у відповідальності за воєнний злочин, передбачений статтями 8(2)(a)(vii) та статті 8(2)(b)(viii) Римського статуту» — примусове переміщення та депортацію цивільного населення (дітей) з окупованих територій України до Росії.
Підставою для розгляду справи стало направлення 2022 року французьким юристом Емманюелем Доудом інформаційного повідомлення до Міжнародного кримінального суду про відповідальність Путіна та Львової-Белової за насильницьку передачу українських дітей, що є ознакою геноциду.
Того ж дня у Росії заявили, що Путін відмовився постати перед судом у Гаазі та не даватиме свідчення. Через це МКС планує оголосити його в Інтерполі у міжнародний розшук та позбавити дипломатичного імунітету. Заарештувати та видати в Гаагу підозрюваних мають на території однієї зі 123 країн, які визнають юрисдикцію МКС. Крім того, Росія не зможе домогтися скасування міжнародних санкцій без виконання ордера суду
Ордер проти російського президента є першим в історії проти лідера постійного члена Ради Безпеки ООН.

Держави - учасники МКС
Держави, які підписали, але не ратифікували Римський статут
Держави, які підписали, але згодом відкликали підпис
Колишні держави – учасники МКС
Держави, які не підписали і не приєдналися до Римського статуту

## Депортація українських дітей Росією

### Початок масових вивезень українських дітей
Росія розпочала масову депортацію українських дітей 18 лютого 2022 року. За шість днів до початку повномасштабного вторгнення так звані «ДНР» та «ЛНР» — повністю контрольовані Москвою — оголосили примусову евакуацію жінок і дітей на територію РФ. Це була заздалегідь спланована операція, яка стала початком широкомасштабного викрадення українських дітей.
Вже 19 лютого окупаційна влада відзвітувала про депортацію понад 6 тисяч людей, з яких 2 700 – діти. Серед них:
- 226 дітей з Амвросіївської школи-інтернату №4 та 11 дітей з Докучаєвського інтернату — вивезені в Курську область РФ.

- 111 дітей із закладів у Донецьку, Шахтарську та Горлівці — переміщені до Ростовської області РФ.

- 225 дітей з Донецької загальноосвітньої школи-інтернату №1 — вивезені в Таганрог, РФ.

У доповіді Уповноваженого з прав дитини при Президентові Російської Федерації за 2022 рік Росія заявила, що до 705 тисяч українських дітей були переселені на її територію. 

### Примусове вивезення дітей з Херсонського обласного будинку дитини
Під час окупації Херсонщини в лютому 2022 року у Херсонському обласному будинку дитини залишалися діти, яких не встигли евакуювати. Цей заклад опікувався дітьми-сиротами, дітьми, позбавленими батьківського піклування, а також дітьми, які перебували у складних життєвих обставинах. 
Працівники закладу намагалися врятувати вихованців, переховуючи їх у підвалі церкви «Голгофа». Під час переховування медсестрам вдалося возз'єднати кількох дітей із родичами та батьками. У квітні 2022 року російська ФСБ виявила дітей у церкві та примусово повернула їх до закладу, вже контрольованого окупаційною адміністрацією. Директорка установи була відсторонена, а на її місце призначено колаборантку.
У серпні 2022 року делегація з Росії відвідала заклад з метою «обрати» дітей для депортації. Унаслідок цього російські війська вивезли 48 дітей, зокрема 2-річну Маргариту Прокопенко, яку було вивезено до Москви, де її незаконно удочерила родина російського депутата Сергія Миронова. Її ім'я та персональні дані були змінені, а місце народження вказано як Подольськ, Московська область.
У жовтні 2022 року під час відступу російські військові вивезли дітей із закладу у невідомому напрямку разом із документацією. Українським слідством встановлено, що частину вихованців було перевезено до будинку дитини «Ялинка» у Сімферополі.

## Масштаби й наслідки депортацій
За оцінками правозахисних організацій, станом на зараз більше ніж 1,6 мільйона дітей України перебувають під контролем Росії, серед них — депортовані, примусово переміщені, а також ті, хто вимушено залишився на окупованих територіях. 
Депортованих дітей розвозили по всій Росії, часто на тисячі кілометрів від дому. Їхні документи підробляли, змінювали імена та громадянство, штучно перетворюючи українських дітей на «росіян». Багато з них були передані в російські прийомні сім’ї або віддані на усиновлення. 
Українська ідентичність дітей піддається щоденним атакам. Дітей примусово залучають до мілітарних організацій та пропагандистських заходів. У більш ніж 60 політичних «перевиховних» таборах дітей піддають ідеологічній обробці, де їх навчають, що вони є «росіянами», а Україна як держава не існує. Ця політика контролюється на федеральному рівні структурами на кшталт Міністерства освіти РФ, Федерального агентства у справах молоді та Ради з питань молодіжної політики.
Методи мілітаризації включають:
- Введення військових дисциплін у навчальні програми;

- Організацію зустрічей школярів із військовими, ветеранами та учасниками бойових дій;

- Примусове залучення дітей до військових парадів, заходів на честь військових, покладання квітів тощо;

- Використання символіки, маршів і уніформи для створення атмосфери прославлення війни.

Для мобілізації Росія активно використовує організацію «Юнармія», яка є основним інструментом військової індоктринації українських дітей.
Окупаційна влада також використовує дитячі табори в Криму, де під виглядом дозвілля дітей навчають військовим навичкам, агресивній поведінці та ідеології «русского мира».

### Bring Kids Back UA
У відповідь на масові депортації українських дітей у 2023 році Президентом України Володимиром Зеленським була створена ініціатива Bring Kids Back UA. Вона об’єднує зусилля всіх органів влади України, інших держав, міжнародних та неурядових організацій заради повернення на батьківщину всіх викрадених Росією українських дітей. Програма передбачає реінтеграцію депортованих дітей, їх соціалізацію, розвиток сімейних форм виховання, а також фіксацію злочинів та притягнення РФ до відповідальності за ці злочини, зокрема в Міжнародному кримінальному суді. 
У рамках Bring Kids Back UA додому повернуто 1243 дитини (станом на 14 березня 2025 року). До цього числа входять діти, які піддалися депортації та примусовому переміщенню, а також діти, що були під ризиком депортації на тимчасово окупованих територіях і були вивезені рятувальними місіями до вчинення злочину.

### Міжнародне право
З погляду міжнародного права насильницька депортація неповнолітніх вважається злочином проти людства.
- Згідно з «Женевською конвенцією 1949 року про захист цивільного населення під час війни», окупанти не мають права змінювати цивільний статус дітей[14];
- Росія також порушила статтю 7 Конвенції ООН про права дитини, що гарантує право дітей на ім'я і на набуття громадянства[15];
- У статті II Конвенції про запобігання злочину геноциду і покарання за нього 1948 року зазначено, що «насильницька передача дітей з однієї людської групи в іншу» є актом геноциду[16];
- Росія ратифікувала Конвенцію про захист прав людини і основоположних свобод, згідно з якою «ніхто не може бути висланий ні в індивідуальному, ні в колективному порядку з території держави, громадянином якої він є»[17].

Комісія ООН охарактеризувала депортацію українських дітей, як воєнний злочин.

## Реакції
Станом на 5 травня 2023 року, 32 країни світу заявили про готовність заарештувати Володимира Путіна, ордер на арешт якого видав Міжнародний кримінальний суд.

### Росія
Речник Кремля Дмитро Пєсков назвав ордер на арешт «обурливим і неприйнятним», і заявив, що Росія не визнає юрисдикцію МКС.
Львова-Бєлова сказала в інтерв'ю російському державному ЗМІ «РИА Новости»: «Дуже добре, що міжнародне співтовариство оцінило роботу з допомоги дітям нашої країни, що ми їх вивозимо, що ми створюємо для них хороші умови, що ми оточуємо їх люблячими, турботливими людьми».
Заступник голови Радбезу Росії Дмитро Медведєв згодом заявив, що спроби судити президента ядерної держави викличуть жахливі наслідки для міжнародного права, пригрозивши водночас завдати по будівлі суду в Гаазі удару ракетою «Онікс».
У новому інтерв’ю, датованому 2025 року, Марія Львова-Бєлова на питання про те, як Омбудсмен Росії дізналася про видачу ордеру на свій арешт, відповіла: «Я навіть спочатку не надала цьому значення — що це взагалі таке, якийсь кримінальний суд, ордер на арешт. Мене заспокоювало тільки одне — що я в парі з президентом. Ну а в парі з президентом точно не посадять. Коли ми стали розбиратися, через що це все, причини звинувачень і так далі, то тут з’явилася гордість. Я кажу, цей ордер — як орден. Бо розумієш, що та справа, яку ти робила для країни, стала помітною для величезної кількості людей. Але при цьому ти ж розумієш, що це політична гра, що це вразлива тема, яка стосується кожного. Тому що ти приймаєш це на свій рахунок, і у тебе ось цей негатив, отже, демонізація Росії відбувається, що це ніби політичне замовлення».

#### Дії у відповідь
Слідчий комітет Росії порушив кримінальну справу проти прокурора Міжнародного кримінального суду Каріма Хана, а також проти суддів Томоко Акане, Розаріо Сальваторе Айтали і Серхіо Херардо Угальде Годінеса. Згідно з позицією російського СК, кримінальне переслідування Путіна та Львової-Бєлової «носить свідомо незаконний характер, оскільки підстав для притягнення до кримінальної відповідальності немає».

Президія Міжнародного кримінального суду висловила жаль з приводу погроз Росії у бік трибуналу
«Президія висловлює жаль з приводу цих спроб перешкодити міжнародним зусиллям забезпечити відповідальність за дії, заборонені спільним міжнародним правом»
.

### Україна
Президент України Володимир Зеленський у щоденному звернені до українців сказав наступне: «… Є ордер Міжнародного кримінального суду на арешт керівника Росії. Це поворотний момент. Момент, після якого стає безсумнівним, що завершенням цієї агресії для Росії буде повний спектр її відповідальності».
Міністр закордонних справ України Дмитро Кулеба підтримав рішення МКС у своєму твіттері: «Міжнародні злочинці будуть притягнуті до відповідальності за викрадення дітей та інші міжнародні злочини».
У серпні 2022 року заступник генерального прокурора України в 2019—2022 рр. Гюндуз Мамедов завив, що депортація українських дітей до Росії (понад 300 000 за даними РФ) є найбільш перспективним для доведення геноциду.

### Сполучені Штати Америки
Президент США Джо Байден на питання журналістів сказав: «Я вважаю, що це виправдано [про ордер на затримання] … Але питання в тому, що це не визнано на міжнародному рівні, у нас теж. Але я думаю, що це дуже вагома позиція. Він [Путін] явно вчинив воєнні злочини».

### Китай

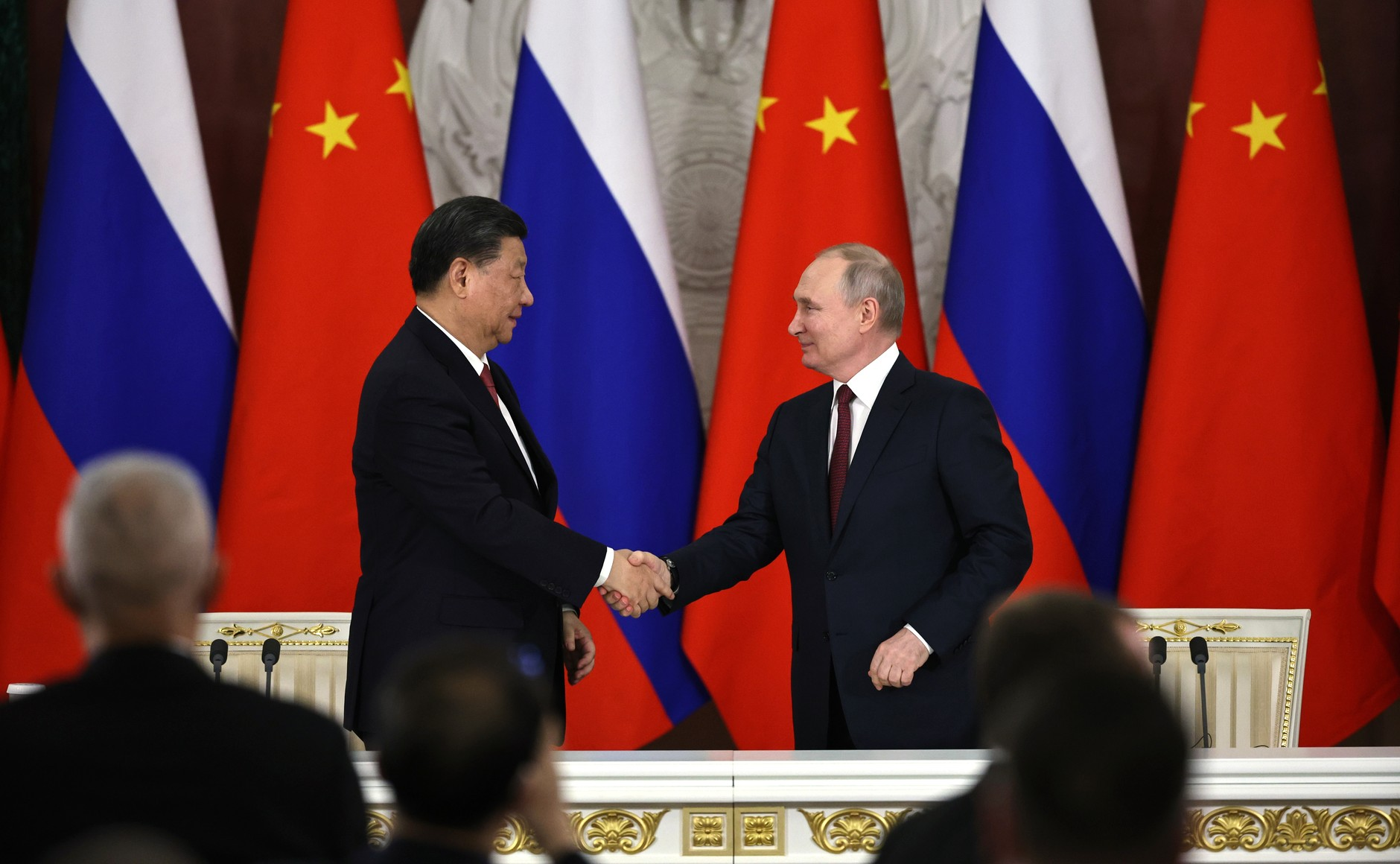
20-22 березня 2023 року президент Китаю Сі Цзіньпін відвідав Росію і зустрівся з Володимиром Путіним. Це була перша міжнародна зустріч Путіна після того, як МКС видав ордер на його арешт.

Речник Міністерства закордонних справ Китаю Ван Веньбінь сказав: «МКС повинен займати об'єктивну і справедливу позицію, поважати юрисдикційний імунітет глави держави згідно з міжнародним правом, розсудливо здійснювати свій мандат відповідно до закону, сумлінно тлумачити і застосовувати міжнародне право, не займатися політизацією і не використовувати подвійні стандарти».

### ПАР
21 квітня 2023 року, Національний виконавчий комітет АНК розпочав чотириденне засідання, на якому планує продовжити раніше розпочаті дискусії про те, чи має ПАР вийти з Римського статуту — договору, який заснував МКС. Як його учасник, уряд ПАР може бути зобов'язаний заарештувати Путіна за ордером на арешт виданим МКС, якщо він прийме запрошення відвідати саміт БРІКС в Південній Африці у серпні 2023 року.

### Молдова
23 травня 2023 року, в інтерв'ю виданню Euronews Romania, президент Молдови Мая Санду заявила, що Молдова виконає рішення Міжнародного кримінального суду та заарештує російського диктатора Путіна, якщо той приїде в країну. «Так. Республіка Молдова підписала угоду про кримінальний суд, і Молдова поважатиме рішення суду», — відповіла Санду на запитання.

## У культурі

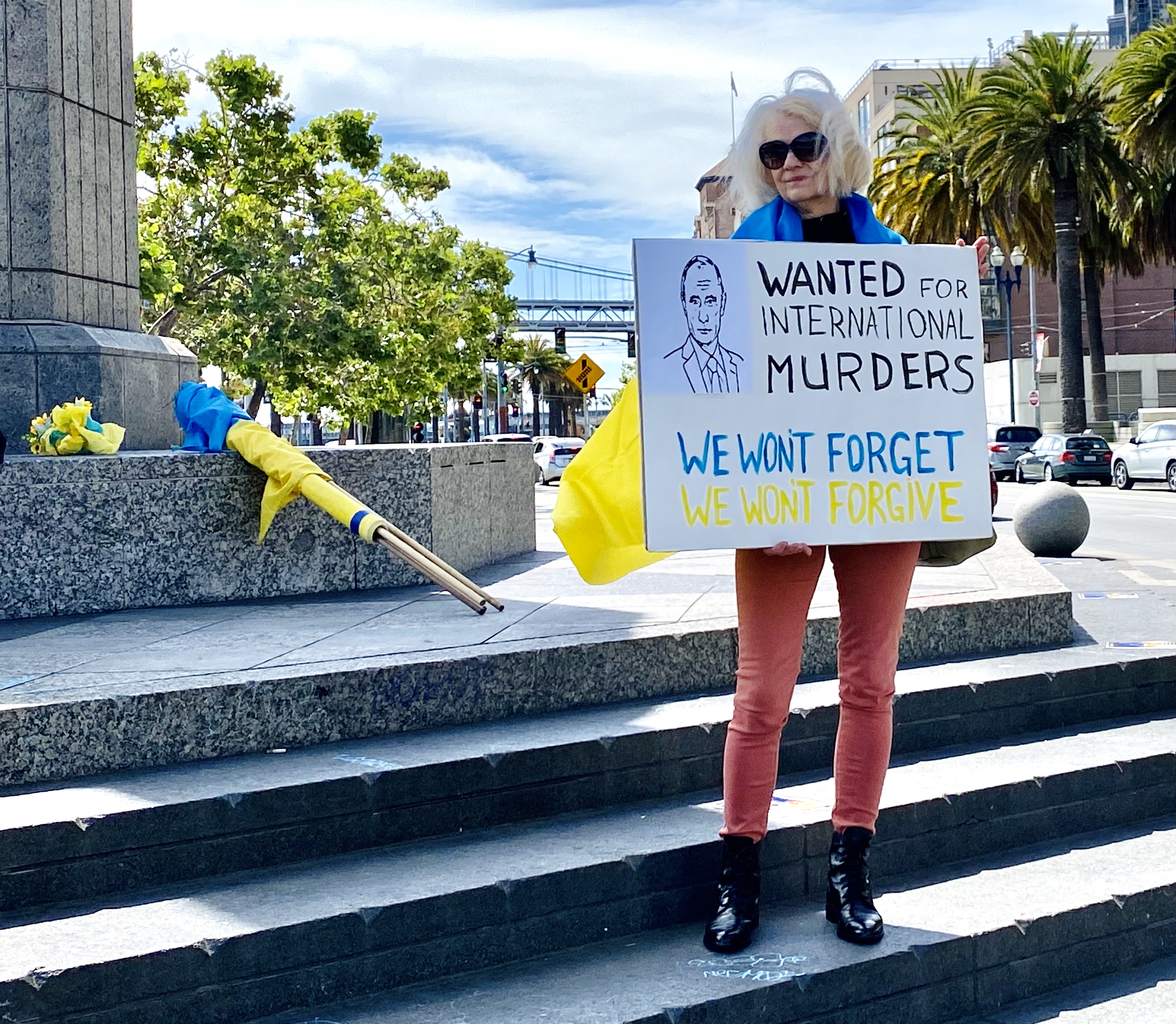
Плакат з написом: «В розшуку за міжнародні злочини». Сан-Франциско, Каліфорнія

18 березня 2023 року всередині вагонів поїздів «Укрзалізниці» масово почали з'являтися листівки з оголошенням про розшук Володимира Путіна.